# Хуринский сельсовет
Хуринский сельсовет — административно-территориальная единица и муниципальное образование со статусом сельского поселения в Лакском районе Дагестана Российской Федерации.
Административный центр — село Хури.

## Население
| 2002 | 2010 | 2012 | 2013 | 2014 | 2015 | 2016 |
| ---- | ---- | ---- | ---- | ---- | ---- | ---- |
| 620  | ↗831 | ↗835 | ↗842 | ↗847 | ↘839 | ↗843 |
| 2017 | 2018 | 2019 | 2020 | 2021 | 2023 | 2024 |
| ↘840 | ↘835 | ↗838 | ↗843 | ↘594 | ↗599 | ↘593 |

## Состав
| № | Населённый пункт | Тип населённого пункта       | Население |
| - | ---------------- | ---------------------------- | --------- |
| 1 | Кукни            | село                         | ↗95       |
| 2 | Хури             | село, административный центр | ↘223      |
| 3 | Хурукра          | село                         | ↗263      |
| 4 | Хуты             | село                         | ↘13       |